# Языки Северной Македонии
Официальными государственными и наиболее распространёнными языками Северной Македонии являются македонский и албанский. Помимо этого, статус языков меньшинств имеют турецкий, цыганский, сербский, боснийский, арумынский и греческий. Из жестовых языков официальным является македонский жестовый язык.
15 января 2019 года в Северной Македонии вступил в силу закон, по которому албанский язык стал вторым государственным.

## Статистика
По данным переписи населения, в Северной Македонии проживало 2 022 547 человек. 1 344 815 македонских граждан указали в качестве родного македонский, 507 989 человек — албанский, 71 757 — турецкий, 38 528 — цыганский, 6884 — арумынский, 24 773 — сербский, 8560 — боснийский, 19 241 — другие языки.

## Государственный язык
Статья 7 Конституции Северной Македонии и «Закон о языках» определяют языковую политику. В частности, государственным языком по Конституции считаются македонский и албанский языки.

Македонский язык с письменностью на основе кириллического алфавита является официальным языком Республики Македонии.
В административно-территориальных единицах, где большинство населения — определённая национальность, их язык и алфавит также используются на официально уровне наравне с македонским языком и кириллическим алфавитом органами местного самоуправления согласно закону.

Некоторые из языков меньшинств имеют официальный статус наравне с македонским и албанским в общинах, где население меньшинств составляет не менее 20% от населения общин. Так, турецкий имеет подобный статус в общинах в Центар-Жупа и Пласница, цыганский — в Шуто-Оризари, арумынский — в Крушево (при том, что на нём говорят менее 10% населения общины), сербский — в Чучер-Сандево. Боснийский, будучи языком меньшинств, ни в одной из общин официально не закреплён. Пятая поправка определяет следующие положения региональных языков:

Македонский язык с письменностью на основе кириллического алфавита является официальным языком Республики Македонии, использующимся в стране и в её международных отношениях.
Официальным языком со своим алфавитом, что обосновывается ниже, считается тот язык, на котором говорят не менее 20 процентов населения страны.
Любые официальные личные документы граждан, говорящих на ином официальном языке, должны быть составлены и на нём, помимо македонского, согласно положениям закона.
Любое физическое лицо, проживающее в административно-территориальной единице, где не менее 20 процентов граждан владеют иным официальным языком, может использовать этот язык для общения с региональными представителями Правительства, отвечающими за данный муниципалитет, а ответ должен даваться и на этом языке, помимо македонского. Любое физическое лицо может использовать любой официальный язык для общения с кабинетом центрального правительства, которое должно отвечать ему и на этом языке, помимо македонского.
В органах Северной Македонии любой иной официальный язык может использоваться в соответствии с законом.
В административно-территориальных единицах, где не менее 20 процентов граждан владеют конкретным языком, этот язык и его алфавит могут быть использованы наравне с македонским языком и кириллическим алфавитом как государственный язык. С учётом языков, на которых говорят менее 20 процентов населения административно-территориальной единицы, местные власти должны принимать решение об их использовании в общественных организациях.

## Языки этнических меньшинств
Конституция Македонии разрешает свободное употребление языков этнических меньшинств. Охридские соглашения 2001 года значительно расширили статус албанского языка, в том числе в среднем и высшем образовании. Основные языки народов Северной Македонии:
| Язык                        | Численность говорящих                |
| --------------------------- | ------------------------------------ |
| Албанский                   | 507.989                              |
| Турецкий                    | 71.757                               |
| Сербский и боснийский языки | 24.773 (сербский) 8.560 (боснийский) |
| Цыганский                   | 38.528                               |
| Арумынский                  | 6.884                                |

### Статус
Языки меньшинств считаются официальными в ряде городов и административных единиц (общин).
| Язык       | Общины                      |
| ---------- | --------------------------- |
| Албанский  | Тетово, Брвеница, Врапчиште |
| Турецкий   | Центар-Жупа, Пласница       |
| Сербский   | Чучер-Сандево               |
| Цыганский  | Шуто-Оризари                |
| Арумынский | Крушево                     |

## Статусы языков

### Македонский
Македонский язык является родным для 1,4 — 2,5 млн. человек, проживающих в Македонии и составляющих часть македонской диаспоры. Это государственный язык Северной Македонии, который считается также языком национальных меньшинств в Албании, Румынии и Сербии. В 1945 году македонский стал официальным языком Социалистической Республики Македония, что позволило в дальнейшем развивать его стандарт в македонской литературе. Большая часть кодификации была формализована в этот период. Македонский является родным и для субэтносов, в частности, для торбешей.

### Албанский
Албанский язык является родным для 7,3 млн. человек в мире, в основном албанцев Албании и Косово, а также для албанцев из северо-западной и юго-западной Северной Македонии. Также на нём говорят албанцы южной Черногории, южной Сербии и Греции. На некоторых старинных диалектах говорят албанцы южной Греции, южной Италии, Сицилии, Украины и албанской диаспоры. 

### Турецкий
Турецкий язык является родным более чем для 70 млн. человек. Носители турецкого проживают в Турции, турецкая община есть в Германии, Болгарии, Македонии, в Северном Кипре, Греции и Восточной Европе. В Македонии турки проживают в городах Врапчиште, Скопье и Гостивар.

### Цыганский
Цыганский язык делится на несколько диалектов: влашский (900 тыс. носителей), балканский (700 тыс.), карпатский (500 тыс.) и синти (300 тыс.). Цыгане Северной Македонии говорят на балканском диалекте, большая их часть проживает в Шуто-Оризари.

### Сербский
Сербский язык является стандартным регистром сербохорватского языка и является родным для сербов из Сербии, Боснии и Герцеговины, Черногории, Хорватии и Северной Македонии. Помимо статуса официального в Сербии и Боснии и Герцеговине, он имеет статус языка меньшинств для сербов из македонской общины Чучер-Сандево (около 20% населения) и общины Старо-Нагоричане (19%).

### Боснийский
Боснийский язык является также стандартизированным регистром сербохорватского языка, на котором говорят боснийцы. Штокавский диалект является основой для боснийского как официального языка Боснии и Герцеговины и как языка меньшинств в Северной Македонии. Большая часть босноговорящих македонцев проживают в Скопье и общине Велес.

### Арумынский
Арумынский или влашский язык — язык балкано-романских языков, на котором говорят в нескольких частях Восточной Европы. Носители языка называют себя арумыны или влахи (в зависимости от страны). Язык схож с румынским в плане морфологии, синтаксиса и латинской лексики, однако если румынский подвергся влиянию славянских языков, то арумынский испытал влияние греческого. В Македонии крупнейшая община арумын проживает в Крушево (10% от населения города), язык их называется влашским.

### Македонский жестовый
Македонский жестовый язык является жестовым языком среди глухих и слабослышащих жителей Македонии. Официально 6 тысяч жителей пользуются услугами сурдопереводчиков на македонском телевидении. Использование жестовых языков регулируется национальным законодательством.

## Иностранные языки
Многие жители Северной Македонии говорят на иностранных языках. Старшее поколение, жившее в Югославии, использует сербский язык. Молодёжь знает английский язык. Также определённое количество школьников и студентов изучают французский, немецкий, итальянский и русский языки.